# Берёзовка (приток Переходы)
Берёзовка — река в России, протекает в Старорусском районе Новгородской области. Устье реки находится в 20 км по правому берегу реки Перехода у деревни Подтеремье. Длина реки составляет 10 км.
По берегам реки стоят деревни Наговского сельского поселения (бывшего Луньшинского сельского поселения) Елицы, Высокое, Леохново, Еваново, Виленка, Берёзно и Подтеремье.

## Данные водного реестра
По данным государственного водного реестра России относится к Балтийскому бассейновому округу, водохозяйственный участок реки — Бассейн оз. Ильмень без рр. Мста, Ловать, Пола и Шелонь, речной подбассейн реки — Волхов. Относится к речному бассейну реки Нева (включая бассейны рек Онежского и Ладожского озера).
Код объекта в государственном водном реестре — 01040200512102000024259.